# 2017-es Formula–1 kanadai nagydíj
A kanadai nagydíj volt a 2017-es Formula–1 világbajnokság hetedik futama, amelyet 2017. június 9. és június 11. között rendeztek meg a montréali Circuit Gilles Villeneuve-ön.

## Választható keverékek
| Abroncs            | Friss | Használt |
| ------------------ | ----- | -------- |
| Lágy keverék       |       |          |
| Szuperlágy keverék |       |          |
| Ultralágy keverék  |       |          |
| Átmeneti esőgumi   |       |          |
| Teljes esőgumi     |       |          |

## Szabadedzések

### Első szabadedzés
A kanadai nagydíj első szabadedzését június 9-én, pénteken délelőtt tartották.
| helyezés | versenyző         | csapat/motor         | elért idő  | különbség | futott kör |
| -------- | ----------------- | -------------------- | ---------- | --------- | ---------- |
| 1        | Lewis Hamilton    | Mercedes             | 1:13,809   | −         | 36         |
| 2        | Sebastian Vettel  | Ferrari              | 1:14,007   | +0,198    | 28         |
| 3        | Valtteri Bottas   | Mercedes             | 1:14,046   | +0,237    | 21         |
| 4        | Kimi Räikkönen    | Ferrari              | 1:14,230   | +0,421    | 28         |
| 5        | Sergio Pérez      | Force India-Mercedes | 1:14,578   | +0,769    | 34         |
| 6        | Esteban Ocon      | Force India-Mercedes | 1:14,785   | +0,976    | 35         |
| 7        | Max Verstappen    | Red Bull-TAG Heuer   | 1:14,861   | +1,052    | 19         |
| 8        | Felipe Massa      | Williams-Mercedes    | 1:15,106   | +1,297    | 31         |
| 9        | Daniel Ricciardo  | Red Bull-TAG Heuer   | 1:15,441   | +1,632    | 23         |
| 10       | Danyiil Kvjat     | Toro Rosso-Renault   | 1:15,658   | +1,849    | 26         |
| 11       | Stoffel Vandoorne | McLaren-Honda        | 1:15,943   | +2,134    | 29         |
| 12       | Kevin Magnussen   | Haas-Ferrari         | 1:16,233   | +2,424    | 25         |
| 13       | Lance Stroll      | Williams-Mercedes    | 1:16,313   | +2,504    | 36         |
| 14       | Romain Grosjean   | Haas-Ferrari         | 1:16,345   | +2,536    | 18         |
| 15       | Nico Hülkenberg   | Renault              | 1:16,473   | +2,664    | 27         |
| 16       | Fernando Alonso   | McLaren-Honda        | 1:16,521   | +2,712    | 13         |
| 17       | Marcus Ericsson   | Sauber-Ferrari       | 1:16,805   | +2,996    | 24         |
| 18       | Jolyon Palmer     | Renault              | 1:17,004   | +3,195    | 26         |
| 19       | Pascal Wehrlein   | Sauber-Ferrari       | 1:17,606   | +3,797    | 28         |
| 20       | Carlos Sainz Jr.  | Toro Rosso-Renault   | idő nélkül | –         | 1          |

### Második szabadedzés
A kanadai nagydíj második szabadedzését június 9-én, pénteken délután tartották.
| helyezés | versenyző         | csapat/motor         | elért idő | különbség | futott kör |
| -------- | ----------------- | -------------------- | --------- | --------- | ---------- |
| 1        | Kimi Räikkönen    | Ferrari              | 1:12,935  | −         | 41         |
| 2        | Lewis Hamilton    | Mercedes             | 1:13,150  | +0,215    | 41         |
| 3        | Sebastian Vettel  | Ferrari              | 1:13,200  | +0,265    | 41         |
| 4        | Valtteri Bottas   | Mercedes             | 1:13,310  | +0,375    | 42         |
| 5        | Max Verstappen    | Red Bull-TAG Heuer   | 1:13,388  | +0,453    | 25         |
| 6        | Felipe Massa      | Williams-Mercedes    | 1:14,063  | +1,128    | 38         |
| 7        | Fernando Alonso   | McLaren-Honda        | 1:14,245  | +1,310    | 19         |
| 8        | Esteban Ocon      | Force India-Mercedes | 1:14,299  | +1,364    | 46         |
| 9        | Danyiil Kvjat     | Toro Rosso-Renault   | 1:14,461  | +1,526    | 38         |
| 10       | Sergio Pérez      | Force India-Mercedes | 1:14,501  | +1,566    | 41         |
| 11       | Romain Grosjean   | Haas-Ferrari         | 1:14,566  | +1,631    | 33         |
| 12       | Nico Hülkenberg   | Renault              | 1:14,604  | +1,669    | 38         |
| 13       | Carlos Sainz Jr.  | Toro Rosso-Renault   | 1:14,621  | +1,686    | 43         |
| 14       | Kevin Magnussen   | Haas-Ferrari         | 1:14,676  | +1,741    | 35         |
| 15       | Daniel Ricciardo  | Red Bull-TAG Heuer   | 1:15,072  | +2,137    | 8          |
| 16       | Jolyon Palmer     | Renault              | 1:15,127  | +2,192    | 40         |
| 17       | Lance Stroll      | Williams-Mercedes    | 1:15,240  | +2,305    | 40         |
| 18       | Marcus Ericsson   | Sauber-Ferrari       | 1:15,611  | +2,676    | 31         |
| 19       | Stoffel Vandoorne | McLaren-Honda        | 1:15,624  | +2,689    | 20         |
| 20       | Pascal Wehrlein   | Sauber-Ferrari       | 1:16,308  | +3,373    | 31         |

### Harmadik szabadedzés
A kanadai nagydíj harmadik szabadedzését június 10-én, szombaton délelőtt tartották.
| helyezés | versenyző         | csapat/motor         | elért idő | különbség | futott kör |
| -------- | ----------------- | -------------------- | --------- | --------- | ---------- |
| 1        | Sebastian Vettel  | Ferrari              | 1:12,572  | −         | 20         |
| 2        | Kimi Räikkönen    | Ferrari              | 1:12,864  | +0,292    | 19         |
| 3        | Lewis Hamilton    | Mercedes             | 1:12,926  | +0,354    | 22         |
| 4        | Max Verstappen    | Red Bull-TAG Heuer   | 1:12,965  | +0,393    | 22         |
| 5        | Valtteri Bottas   | Mercedes             | 1:13,210  | +0,638    | 24         |
| 6        | Nico Hülkenberg   | Renault              | 1:13,493  | +0,921    | 20         |
| 7        | Felipe Massa      | Williams-Mercedes    | 1:13,527  | +0,955    | 22         |
| 8        | Daniel Ricciardo  | Red Bull-TAG Heuer   | 1:13,545  | +0,973    | 35         |
| 9        | Esteban Ocon      | Force India-Mercedes | 1:13,635  | +1,063    | 26         |
| 10       | Carlos Sainz Jr.  | Toro Rosso-Renault   | 1:13,667  | +1,095    | 22         |
| 11       | Danyiil Kvjat     | Toro Rosso-Renault   | 1:13,788  | +1,216    | 23         |
| 12       | Fernando Alonso   | McLaren-Honda        | 1:13,885  | +1,313    | 18         |
| 13       | Sergio Pérez      | Force India-Mercedes | 1:13,956  | +1,384    | 27         |
| 14       | Romain Grosjean   | Haas-Ferrari         | 1:13,994  | +1,422    | 19         |
| 15       | Jolyon Palmer     | Renault              | 1:14,102  | +1,530    | 22         |
| 16       | Stoffel Vandoorne | McLaren-Honda        | 1:14,228  | +1,656    | 22         |
| 17       | Kevin Magnussen   | Haas-Ferrari         | 1:14,392  | +1,820    | 18         |
| 18       | Lance Stroll      | Williams-Mercedes    | 1:14,409  | +1,837    | 25         |
| 19       | Marcus Ericsson   | Sauber-Ferrari       | 1:14,883  | +2,311    | 25         |
| 20       | Pascal Wehrlein   | Sauber-Ferrari       | 1:14,965  | +2,393    | 25         |

## Időmérő edzés
A kanadai nagydíj időmérő edzését június 10-én, szombaton futották.
| helyezés              | rajtszám | versenyző         | csapat/motor         | 1. rész  | 2. rész  | 3. rész  | rajthely   | futott kör |
| --------------------- | -------- | ----------------- | -------------------- | -------- | -------- | -------- | ---------- | ---------- |
| 1                     | 44       | Lewis Hamilton    | Mercedes             | 1:12,692 | 1:12,496 | 1:11,459 | 1          | 21         |
| 2                     | 5        | Sebastian Vettel  | Ferrari              | 1:13,046 | 1:12,749 | 1:11,789 | 2          | 21         |
| 3                     | 77       | Valtteri Bottas   | Mercedes             | 1:12,685 | 1:12,563 | 1:12,177 | 3          | 20         |
| 4                     | 7        | Kimi Räikkönen    | Ferrari              | 1:13,548 | 1:12,580 | 1:12,252 | 4          | 23         |
| 5                     | 33       | Max Verstappen    | Red Bull-TAG Heuer   | 1:13,177 | 1:12,751 | 1:12,403 | 5          | 26         |
| 6                     | 3        | Daniel Ricciardo  | Red Bull-TAG Heuer   | 1:13,543 | 1:12,810 | 1:12,557 | 6          | 28         |
| 7                     | 19       | Felipe Massa      | Williams-Mercedes    | 1:13,435 | 1:13,012 | 1:12,858 | 7          | 27         |
| 8                     | 11       | Sergio Pérez      | Force India-Mercedes | 1:13,470 | 1:13,262 | 1:13,018 | 8          | 22         |
| 9                     | 31       | Esteban Ocon      | Force India-Mercedes | 1:13,520 | 1:13,320 | 1:13,135 | 9          | 22         |
| 10                    | 27       | Nico Hülkenberg   | Renault              | 1:13,804 | 1:13,406 | 1:13,271 | 10         | 24         |
| 11                    | 26       | Danyiil Kvjat     | Toro Rosso-Renault   | 1:13,802 | 1:13,690 |          | 11         | 18         |
| 12                    | 14       | Fernando Alonso   | McLaren-Honda        | 1:13,669 | 1:13,693 |          | 12         | 18         |
| 13                    | 55       | Carlos Sainz Jr.  | Toro Rosso-Renault   | 1:14,051 | 1:13,756 |          | 13         | 19         |
| 14                    | 8        | Romain Grosjean   | Haas-Ferrari         | 1:13,780 | 1:13,839 |          | 14         | 21         |
| 15                    | 30       | Jolyon Palmer     | Renault              | 1:13,990 | 1:14,293 |          | 15         | 20         |
| 16                    | 2        | Stoffel Vandoorne | McLaren-Honda        | 1:14,182 |          |          | 16         | 11         |
| 17                    | 18       | Lance Stroll      | Williams-Mercedes    | 1:14,209 |          |          | 17         | 14         |
| 18                    | 20       | Kevin Magnussen   | Haas-Ferrari         | 1:14,318 |          |          | 18         | 11         |
| 19                    | 9        | Marcus Ericsson   | Sauber-Ferrari       | 1:14,495 |          |          | 19         | 11         |
| 20                    | 94       | Pascal Wehrlein   | Sauber-Ferrari       | 1:14,810 |          |          | boxutca[1] | 10         |
| 107%-os idő: 1:17,772 |          |                   |                      |          |          |          |            |            |

Megjegyzés:
- ↑ 1:  — Pascal Wehrlein hátsó szárnyát módosítani kellett az időmérő edzésen történt balesete után, ezzel pedig megszegték a parc fermé szabályait, ezért a boxutcából kellett rajtolnia.[3]

## Futam
A kanadai nagydíj futama június 11-én, vasárnap rajtolt.
| helyezés | rajtszám | versenyző         | csapat/motor         | futott kör | idő/kiesés oka | rajthely | abroncs | pont |
| -------- | -------- | ----------------- | -------------------- | ---------- | -------------- | -------- | ------- | ---- |
| 1        | 44       | Lewis Hamilton    | Mercedes             | 70         | 1:33:05,154    | 1        |         | 25   |
| 2        | 77       | Valtteri Bottas   | Mercedes             | 70         | +19,783        | 3        |         | 18   |
| 3        | 3        | Daniel Ricciardo  | Red Bull-TAG Heuer   | 70         | +35,297        | 6        |         | 15   |
| 4        | 5        | Sebastian Vettel  | Ferrari              | 70         | +35,907        | 2        |         | 12   |
| 5        | 11       | Sergio Pérez      | Force India-Mercedes | 70         | +40,476        | 8        |         | 10   |
| 6        | 31       | Esteban Ocon      | Force India-Mercedes | 70         | +40,716        | 9        |         | 8    |
| 7        | 7        | Kimi Räikkönen    | Ferrari              | 70         | +58,632        | 4        |         | 6    |
| 8        | 27       | Nico Hülkenberg   | Renault              | 70         | +1:00,374      | 10       |         | 4    |
| 9        | 18       | Lance Stroll      | Williams-Mercedes    | 69         | +1 kör         | 17       |         | 2    |
| 10       | 8        | Romain Grosjean   | Haas-Ferrari         | 69         | +1 kör         | 14       |         | 1    |
| 11       | 30       | Jolyon Palmer     | Renault              | 69         | +1 kör         | 15       |         |      |
| 12       | 20       | Kevin Magnussen   | Haas-Ferrari         | 69         | +1 kör         | 18       |         |      |
| 13       | 9        | Marcus Ericsson   | Sauber-Ferrari       | 69         | +1 kör         | 19       |         |      |
| 14       | 2        | Stoffel Vandoorne | McLaren-Honda        | 69         | +1 kör         | 16       |         |      |
| 15       | 94       | Pascal Wehrlein   | Sauber-Ferrari       | 68         | +2 kör         | boxutca  |         |      |
| 16[1]    | 14       | Fernando Alonso   | McLaren-Honda        | 66         | erőforrás      | 12       |         |      |
| ki       | 26       | Danyiil Kvjat     | Toro Rosso-Renault   | 54         | erőforrás      | 11       |         |      |
| ki       | 33       | Max Verstappen    | Red Bull-TAG Heuer   | 10         | elektronika    | 5        |         |      |
| ki       | 19       | Felipe Massa      | Williams-Mercedes    | 0          | baleset        | 7        |         |      |
| ki       | 55       | Carlos Sainz Jr.  | Toro Rosso-Renault   | 0          | baleset        | 13       |         |      |

Megjegyzés:
- ↑ 1:  — Fernando Alonso nem fejezte be a versenyt, de helyezését értékelték, mert a versenytáv több, mint 90%-át teljesítette.

## A világbajnokság állása a verseny után
| H   | Versenyzők       | Pont | H   | Konstruktőrök        | Pont |
| --- | ---------------- | ---- | --- | -------------------- | ---- |
| 1.  | Sebastian Vettel | 141  | 1.  | Mercedes             | 222  |
| 2.  | Lewis Hamilton   | 129  | 2.  | Ferrari              | 214  |
| 3.  | Valtteri Bottas  | 93   | 3.  | Red Bull-TAG Heuer   | 112  |
| 4.  | Kimi Räikkönen   | 73   | 4.  | Force India-Mercedes | 71   |
| 5.  | Daniel Ricciardo | 67   | 5.  | Toro Rosso-Renault   | 29   |
| 6.  | Max Verstappen   | 45   | 6.  | Williams-Mercedes    | 22   |
| 7.  | Sergio Pérez     | 44   | 7.  | Renault              | 18   |
| 8.  | Esteban Ocon     | 27   | 8.  | Haas-Ferrari         | 15   |
| 9.  | Carlos Sainz Jr. | 25   | 9.  | Sauber-Ferrari       | 4    |
| 10. | Felipe Massa     | 20   | 10. | McLaren-Honda        | 0    |

(A teljes táblázat)

## Statisztikák
- Vezető helyen:
  - Lewis Hamilton: 70 kör (1-70)
- Lewis Hamilton 65. pole-pozíciója, 56. futamgyőzelme és 35. versenyben futott leggyorsabb köre, ezzel pedig 13. mesterhármasa és 4. Grand Cheleme. Hamilton ezen felül utolérte Ayrton Sennát a legtöbb pole-pozíció örökranglistájának 2. helyén.[5]
- A Mercedes 68. futamgyőzelme.
- Lewis Hamilton 109., Valtteri Bottas 13., Daniel Ricciardo 21. dobogós helyezése.